# Talsperre Ulldecona
Die Talsperre Ulldecona (valenzianisch Embassament d'Ulldecona oder Pantà d'Ulldecona) liegt auf dem Gebiet der Gemeinde La Pobla de Benifassà in der Comarca Baix Maestrat im Norden der Provinz Castellón der Comunitat Valenciana östlich des Zisterzienserklosters Benifassà.
Sie liegt acht Kilometer nordwestlich des Ortes La Sénia am Zusammentreffen von drei Barranco-Schluchten, und zwar der Barrancos mit den Namen Fou, Teulatí (oder La Tenalla) und Pobla. Das Jahr des Baubeginns war 1967, die Fertigstellung erfolgte 1985 und die Finanzierung besorgten Landwirte aus Ulldecona am katalanischen Ufer des Riu de la Sénia auf einer Fläche von 817 Hektar mit einer Kapazität von 11 Millionen m³. Der Gewichtsstaudamm ist 54 m hoch und 180 m breit.
Der Stausee gehört dem Wasserverband Júcar.
Im Frühjahr, Sommer und Herbst ist die Talsperre von Ulldecona touristisches Ausflugsziel. Es gibt Unterkunftsgelegenheiten und Restaurants sowie Boots- und Tretbootvermietung. Vom See bietet sich Aussicht auf die umliegenden Kalkstein-Berge. Am Nordwestufer liegt das verlassene Dorf Malagraner.

## Galerie

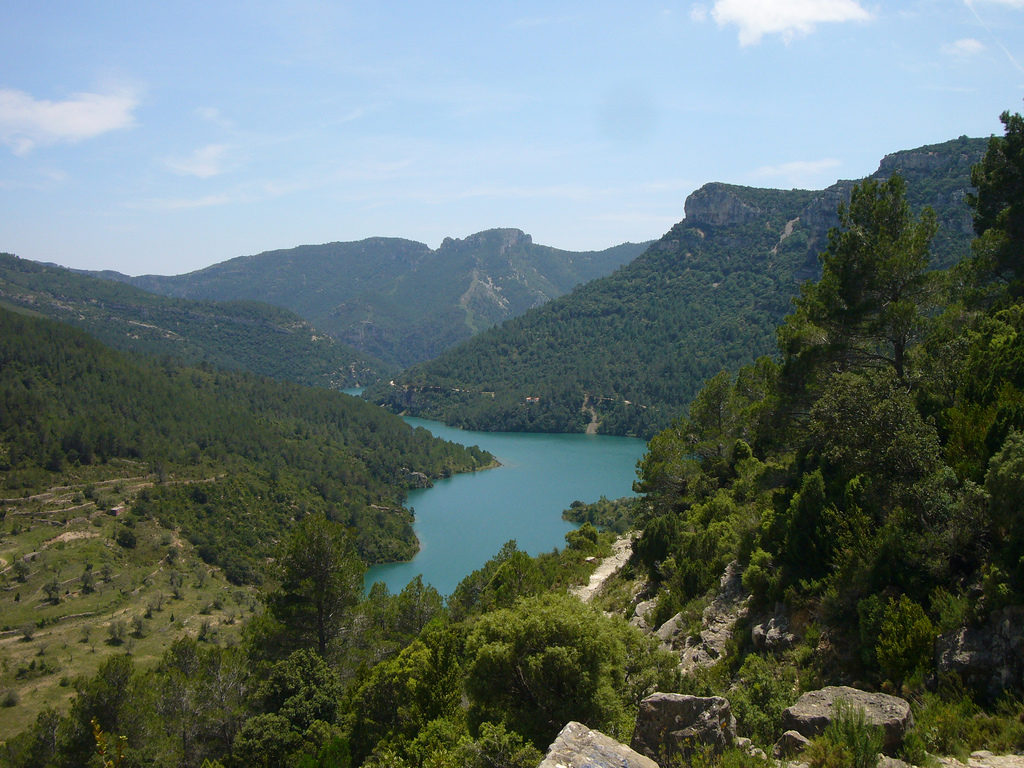
Sommeransicht
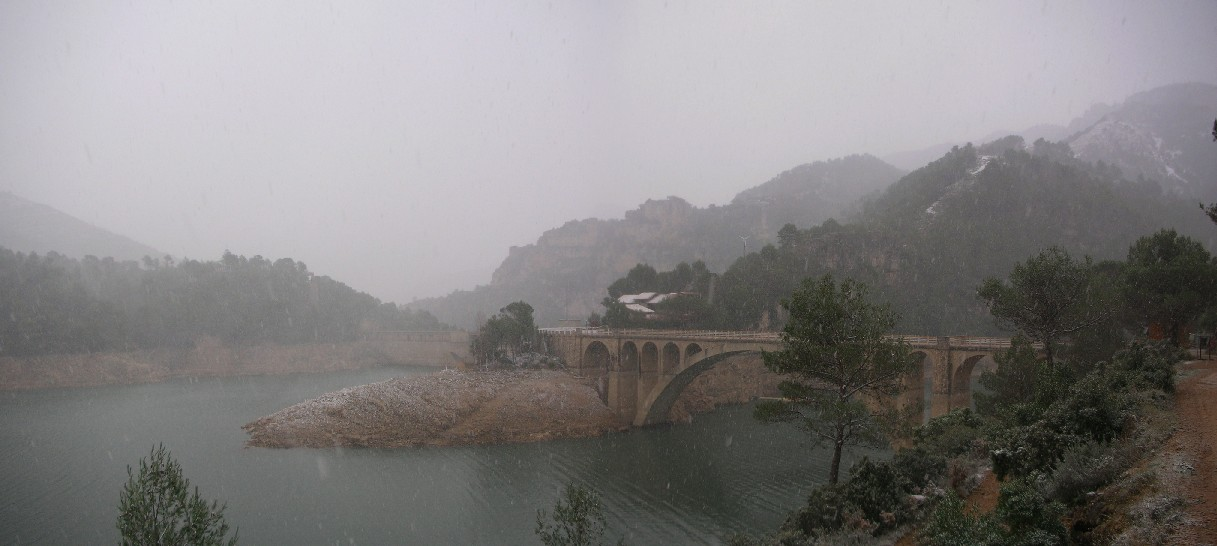
Winternebel
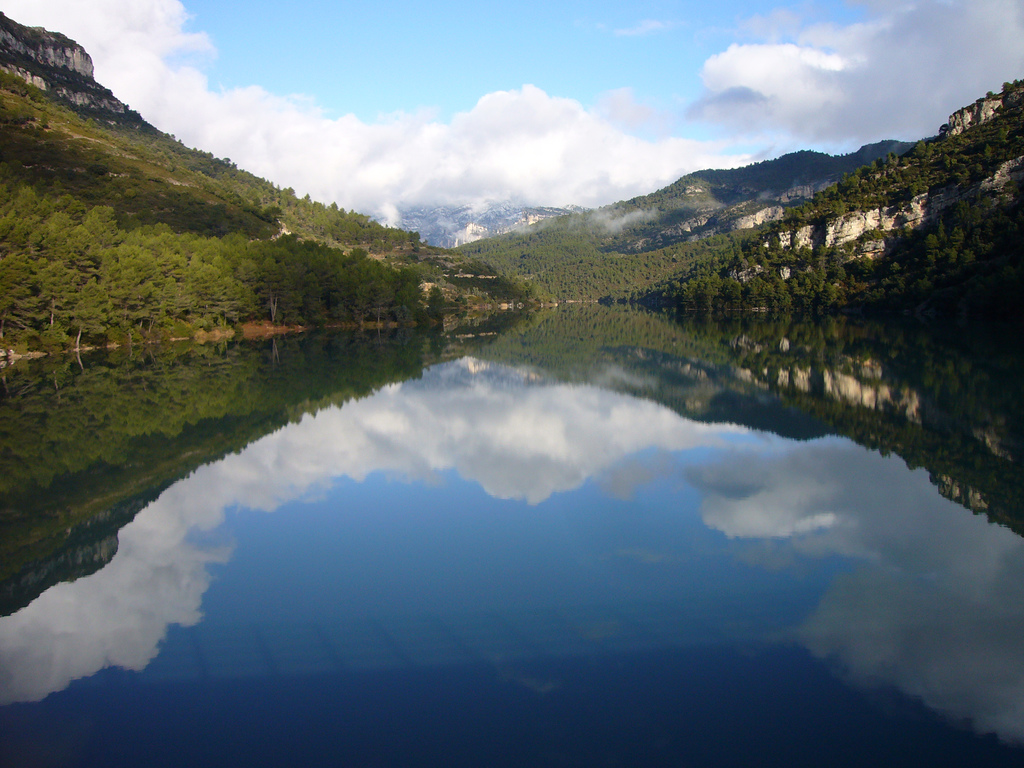
Embassament d'Ulldecona